# Mouvement de participation populaire (Colombie)
Pour les articles homonymes, voir Mouvement de participation populaire (homonymie).
Le Movimiento de Participación Popular (Mouvement de participation populaire) est un parti politique colombien.